# Nathan Söderblom
Jonathan Söderblom (n. 15 ianuarie 1866 – d. 12 iulie 1931), cunoscut drept Nathan Söderblom a fost arhiepiscop de Upsala, fondatorul termenului și noțiunii de Ecumenism, laureat al premiului Nobel pentru pace în 1930.